# Himno Nacional Mexicano
Imnul national al Mexicului a fost adoptat in 1943.
| Coro: Mexicanos, al grito de guerra el acero aprestad y el bridón. Y retiemble en sus centros la Tierra, al sonoro rugir del cañón. ¡Y retiemble en sus centros la Tierra, al sonoro rugir del cañón!                                                                                                  | Mexicans, at the cry of war, make ready the steel and the bridle, and the earth trembles at its centers at the resounding roar of the cannon. and the earth trembles at its centers at the resounding roar of the cannon! |
| Estrofa I: Ciña ¡oh Patria! tus sienes de oliva de la paz el arcángel divino, que en el cielo tu eterno destino por el dedo de Dios se escribió. Mas si osare un extraño enemigo profanar con su planta tu suelo, piensa ¡oh Patria querida! que el cielo un soldado en cada hijo te dio.              | First Stanza: Let gird, oh Fatherland, your brow with olive by the divine archangel of peace, for in heaven your eternal destiny was written by the finger of God. But if some enemy outlander should dare to profane your ground with his step, think, oh beloved Fatherland, that heaven has given you a soldier in every son.        |
| Estrofa V: ¡Guerra, guerra sin tregua al que intente De la patria manchar los blasones! ¡Guerra, guerra! Los patrios pendones En las olas de sangre empapad. ¡Guerra, guerra! En el monte, en el valle Los cañones horrísonos truenen, Y los ecos sonoros resuenen Con las voces de ¡Unión! ¡Libertad! | Stanza V: War, war without quarter to any who dare to tarnish the coat of arms! War, war! Let the national banners be soaked in waves of blood. War, war! In the mountain, in the valley, let the cannons thunder in horrid unison and may the sonorous echoes resound with cries of Union! Liberty!                                    |
| Estrofa VI: Antes, patria, que inermes tus hijos Bajo el yugo su cuello dobleguen, Tus campiñas con sangre se rieguen, Sobre sangre se estampe su pie. Y tus templos, palacios y torres Se derrumben con hórrido estruendo, Y sus ruinas existan diciendo: De mil héroes la patria aquí fue.           | Stanza VI: O, Motherland, ere your children, defenseless bend their neck beneath the yoke, may your fields be watered with blood, may their foot be printed in blood. And may your temples, palaces and towers collapse with horrid clamor, and may their ruins continue on, saying: Of one thousand heroes, here the Motherland began. |
| Estrofa X: ¡Patria! ¡Patria! Tus hijos te juran Exhalar en tus aras su aliento, Si el clarín con su bélico acento los convoca a lidiar con valor. ¡Para ti las guirnaldas de oliva! ¡Un recuerdo para ellos de gloria! ¡Un laurel para ti de victoria! ¡Un sepulcro para ellos de honor!               | Stanza X: Motherland! Motherland! your children swear to you to breathe their last for your sake, if the bugle with its warlike accent persuades them to battle with courage. For you, olive wreaths! A memory for them of glory! For you, a laurel of victory! A tomb for them of honor!                                               |